# Limousin
Limousin Franciaország egyik régiója volt 2015 végéig. A 2014. évi közigazgatási reform keretében néhány új közigazgatási régió létrehozásáról és a korábbiak közül több összevonásáról döntöttek. 2016. január 1-jén Aquitania és Poitou-Charentes addigi régiókkal együtt az újonnan alakított Új-Aquitania régió része lett.

## Népessége
Lassan növekszik népessége. Az európai Franciaország 2. legnéptelenebb régiója Korzika után.

## Gazdasága
Limousin egy vidéki régió. Híres a szarvasmarhatenyésztésről és a nagy mennyiségű fakitermelésről. Hírességei a tölgyültetvények.
A tartomány fővárosa, Limoges híres volt iparáról, a legismertebb a porcelángyár. Nagyobb gyárak már alig találhatók itt.

## Éghajlat és földrajz
A tartomány szinte egész területe hegyvidék. A legalacsonyabb pont 250 m-es, a legmagasabb közel 1000 m-es tengerszint feletti magasság. Fontosabb folyói a Dordogne, a Vienne, a Creuse és a Cher. A régióban jól ismert a jó minőségű víz és az 1. osztályú halászat.
A hegyekben gyakran hosszú és hideg tél, a fennsíkokon enyhébb az időjárás.

## Nyelvjárások
- Lemosin/Limousin
- Languedocien
- Auvergne
- Marchois

## Fordítás
- Ez a szócikk részben vagy egészben  a   Limousin (region) című angol Wikipédia-szócikk fordításán alapul.  Az eredeti cikk szerkesztőit annak laptörténete sorolja fel. Ez a jelzés csupán a megfogalmazás eredetét és a szerzői jogokat jelzi, nem szolgál a cikkben szereplő információk forrásmegjelöléseként.